# Награда „Хюго“ за най-добра кратка повест
Награда „Хюго“ за най-добра кратка повест (на английски: Hugo Award for Best Novelette) е една от категориите на наградите „Хюго“. Тя се присъжда за литературни произведения с обем между 7 500 и 17 500 думи. Първата награда Хюго за най-добра кратка повест е връчена през 1955 г., но през 1996, 2001 и през 2004 г. са връчени награди съответно за годините 1946, 1951 и 1954 г. 
Първоначално връчена през 1955 година, наградата „Хюго“ за най-добра кратка повест преминава през различни периоди на присъждане и прекъсване, бидейки възстановена временно между 1967 и 1969 година и непрекъснато присъства след 1973 година. Допълнително през 1996 г. са въведени ретроспективни награди „Хюго“ за творби от преди 50, 75 или 100 години, но само за годините, в които първоначално не са били връчвани награди преди 1939 година.
Номинираните и победителите за наградата се избират от делегатите на годишната Световна конвенция за научна фантастика Worldcon, а церемонията по връчването на наградата е централно събитие. Процесът на избор е дефиниран в Устава на Световното общество по научна фантастика като избор чрез гласуване с постепенно отпадане. В гласуването участват шестте събрали най-много гласове от членовете през тази година, без ограничение за броя на историите, които могат да бъдат номинирани. Първоначалните номинации се правят от членовете от януари до март, а крайното съставяне на бюлетината с шест номинации се извършва приблизително от април до юли, като подлежи на промяна в зависимост от датата на провеждане на Световната конвенция през тази година. Преди 2017 година, окончателното гласуване включва пет творби; същата година, броят им е променен на шест, като всеки първоначален номинант е ограничен до пет номинации. Световните конвенции обикновено се провеждат около началото на септември, всяка година в различен град по света.
През 66 години на номиниране са били номинирани произведения на 211 автора; от тях 51 са спечелили, включително съавтори и ретроспективни награди „Хюго“. Трима преводачи са били отличени заедно с автора на новелата, написана на език, различен от английския: Лиа Белт за превод от холандски през 2015 година, Кен Лиу за превод от китайски през 2016 година и Емили Джен за превод от китайски през 2024 година. Пол Андерсън, Айзък Азимов и Харлан Елисън са получили най-много награди „Хюго“ за най-добра кратка повест - по три, като Елисън е номиниран общо шест пъти, докато седем други автори са спечелили по две награди. Майк Резник има най-много номинации - осем, а Урсула К. Ле Гуин и Грег Игън са номинирани по седем пъти. Петнадесет други автори са били номинирани поне четири пъти, докато Игън има най-много номинации, без да е спечелил.

## Победители

##### 1946
„First Contact“ – Мюрей Лейнстър

##### 1951
„The Little Black Bag“ – Сирил Корнблът

##### 1954
„Earthman, Come Home“ – Джеймс Блиш

##### 1955
„The Darfsteller“ – Уолтър Милър

##### 1956
„Exploration Team“ – Мюрей Лейнстър

##### 1958
„The Big Time“ – Фриц Лейбър

##### 1959
„The Big Front Yard“ – Клифърд Саймък

##### 1967
„The Last Castle“ – Джак Ванс

##### 1968
„Gonna Roll Them Bones“ – Фриц Лейбър

##### 1969
„The Sharing of Flesh“ – Пол Андерсън

##### 1973
„Goat Song“ – Пол Андерсън

##### 1974
„The Deathbird“ – Харлан Елисън

##### 1975
„Adrift Just Off the Islets of Langerhans: Lattitude 38º54' N, Longitude 77º00'13“ W" – Харлан Елисън

##### 1976
„The Borderland of Sol“ – Лари Нивън

##### 1977
„The Bicentennial Man“ – Айзък Азимов

##### 1978
„Eyes of Amber“ – Джоан Д. Виндж

##### 1979
„Hunter's Moon“ – Пол Андерсън

##### 1980
„Sandkings“ – Джордж Мартин

##### 1981
„The Cloak and the Staff“ – Гордън Диксън

##### 1982
„Unicorn Variation“ („Вариациите на еднорога“) – Роджър Зелазни

##### 1983
„Fire Watch“ – Кони Уилис

##### 1984
„Blood Music“ – Грег Беър

##### 1985
„Bloodchild“ – Октавия Бътлър

##### 1986
„Paladin of the Lost Hour“ – Харлан Елисън

##### 1987
„Permafrost“ – Роджър Зелазни

##### 1988
„Buffalo Gals, Won't You Come Out Tonight“ – Урсула Ле Гуин

##### 1989
„Schredinger's Kitten“ – Джордж Ефинджър

##### 1990
„Enter a Soldier. Later: Enter Another“ – Робърт Силвърбърг

##### 1991
„The Manamouki“ – Майк Резник

##### 1992
„Gold“ – Айзък Азимов

##### 1993
„The Nutcracker Coup“ – Джанет Каган

##### 1994
„Georgia on My Mind“ – Чарлс Шефилд

##### 1995
„The Martian Child“ – Дейвид Джерълд

##### 1996
„Think Like a Dinosaur“ – Джеймс Патрик Кели

##### 1997
„Bicycle Repairman“ – Брус Стърлинг

##### 1998
„We Will Drink A Fish Together“ – Бил Джонсън

##### 1999
„Taklamakan“ – Брус Стърлинг

##### 2000
„1016 to 1“ – Джеймс Патрик Кели

##### 2001
„Millennium Babies“ – Кристин Руш

##### 2002
„Hell is the Absence of God“ – Тед Чанг

##### 2003
„Slow Life“ – Майкъл Суейнуик

##### 2004
„Legions in Time“ – Майкъл Суейнуик

##### 2005
„The Faery Handbag“ – Кели Линк

##### 2006
„Two Hearts“ – Питър Бийгъл

##### 2007
„The Djinn's Wife“ – Иън Макдоналд

##### 2008
„The Merchant and the Alchemist's Gate“ – Тед Чан

##### 2009
„Shoggoths in Bloom“ – Елизабет Беър

##### 2010
„The Island“ – Питър Уотс

##### 2011
„The Emperor of Mars“ – Алън Стийл

##### 2012
„Six Months, Three Days“ – Чарли Андерс

##### 2013
„The Girl-Thing Who Went Out for Sushi“ – Пат Кадиган

##### 2014
„The Lady Astronaut of Mars“ – Мери Робинет Ковал

##### 2015
„The Day The World Turned Upside Down“ – Томас Олд Хювелт